# Fergal O’Brien
Fergal O’Brien (ur. 8 marca 1972 w Dublinie) – irlandzki snookerzysta. Obecnie notowany na 36. miejscu oficjalnej listy rankingowej. Plasuje się na 38. miejscu pod względem zdobytych setek w profesjonalnych turniejach, w sierpniu 2025 miał ich łącznie 240.
Jego największym osiągnięciem było jedyne dotychczas zwycięstwo w British Open w 1999 roku, gdzie pokonał w finale Anthony'ego Hamiltona 9-7. W roku 2001 doszedł do finału Masters (porażka z Paulem Hunterem), oraz do półfinałów w trzech innych turniejach rankingowych.
W 2007 roku, po ośmiu latach przerwy, ponownie dotarł do finału imprezy rankingowej (Northern Ireland Trophy), gdzie jednak przegrał ze Stephenem Maguire’em 5-9. Po drodze do finału wyeliminował jednak między innymi ówczesnego Mistrza świata Johna Higginsa oraz Ronniego O’Sullivana.